# Pico de Tenerife
El pico de Tenerife es con 1253 metros, la segunda mayor altitud de la isla de El Hierro, Canarias, España, tras el Pico de Malpaso con 1501 metros de altura.